# Junior Magli
Junior Magli, pseudonimo di Luigi Pazzaglini (Bologna, 29 settembre 1944 – 8 luglio 2022), è stato un cantante italiano.

## Biografia
Debuttò all'inizio degli anni sessanta, esibendosi in vari locali e concorsi e pubblicando alcuni 45 giri con il suo vero nome, Luigi Pazzaglini, per la Sabrina, la Karim e la Sibilla, per poi adottare il nome d'arte Junior Magli, ed ottenere, nel 1968, un contratto discografico con la Jolly, che lo fece debuttare al Festivalbar 1968 con La calda estate.
Nello stesso anno incise un 45 giri con una versione di Delilah di Tom Jones, intitolata La nostra favola; con questo disco partecipò alla Mostra Internazionale di Musica Leggera di Venezia nel 1968, vincendo la Gondola d'Argento (lo stesso brano venne anche inciso da Jimmy Fontana e da i Ribelli.
L'anno successivo presentò al Festival di Sanremo, in abbinamento con il gruppo The Casuals, il brano Alla fine della strada; nello stesso anno partecipò al Cantagiro 1969 con Ama il prossimo tuo e a Un disco per l'estate 1969 con Noi due.
Nel 1970 vinse la Maschera d'Argento quale miglior interprete giovane dell'anno; nello stesso anno con Il momento dell'addio partecipò a Un disco per l'estate 1970.
Nel 1973 fu nuovamente in gara al Festival di Sanremo con Povero, vincendo il Premio della Critica Giornalistica quale miglior interprete del Festival.
Nel corso della sua carriera gli vennero assegnati l'Oscar della Canzone, la Caravella d'Oro di Bari e la Grolla d'Oro. 
Un discreto successo lo ebbe con A lei.
Nel 1990 partecipò a C'era una volta il festival, non arrivando però alla fase finale. Nel 2009 fu autore di due brani interpretati da Luca Napolitano.
Il 25 settembre 2010 partecipò al programma televisivo I migliori anni, condotto da Carlo Conti, cantando il suo successo Alla fine della strada.
Junior Magli è morto l'8 luglio 2022. L'annuncio è stato dato dall'amico Fio Zanotti sui social network. 

## Discografia

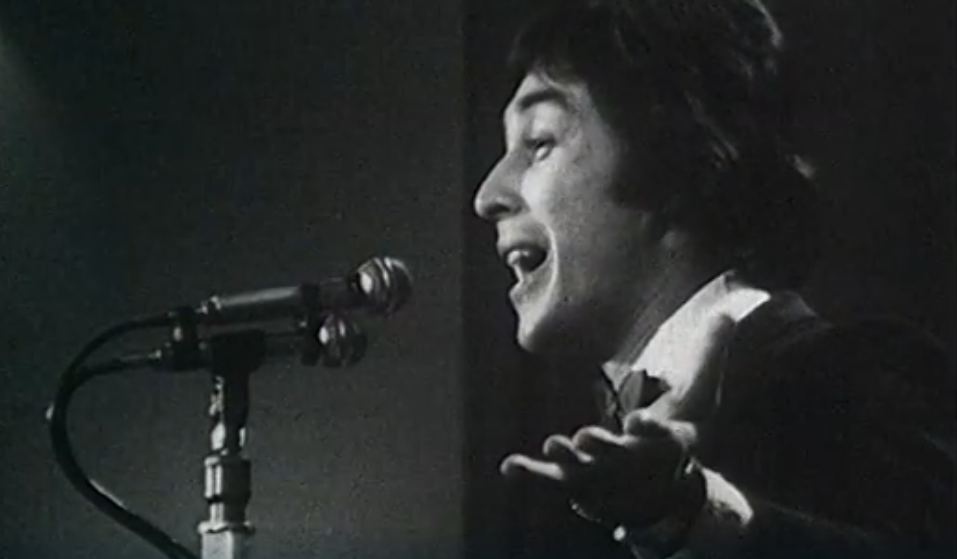
Junior Magli durante la prima serata del Festival di Sanremo 1969

### 45 giri
- 1965 – I miei baci sono d'oro/Non è più con me (Sabrina, SAC 13008; pubblicato come Luigi Pazzaglini)
- 1966 – Se.../Adesso che tutto è passato (Karim, KN 219; pubblicato come Luigi Pazzaglini)
- 1966 – Non voglio fermarti/Rivediamoci (Karim, KN 224; pubblicato come Luigi Pazzaglini)
- 1967 – Cento corde di dolore/Un sacco di musica (Sibilla, TN 2008; pubblicato come Luigi Pazzaglini)
- 1968 – La nostra favola/La calda estate (Jolly, J 20437)
- 1969 – Alla fine della strada/Il mio amico Angelo (Jolly, J 20447)
- 1969 – Noi due/Aiutami mamma (Jolly, J 20451)
- 1969 – Apri la porta/Aiutami mamma (Jolly, J 20459)
- 1970 – A lei/Oh Lady Mary (Jolly, J 20462)
- 1970 – Il momento dell'addio/Due ali bianche (Jolly, J 20464)
- 1972 – Ogni notte, ogni giorno/...e sto davanti a te (Las Vegas, LVS 1060)
- 1973 – Povero/Sto davanti a te (Las Vegas, LVS 1063)
- 1974 – Gaye/Canta bambina canta (Las Vegas, LVS 1066)
- 1974 – In the Darkness/This Our Society (Las Vegas, LVS 1067)